# Тибетски будистки канон
Тибетският будистки канон е голям сбор от писания, високо почитани от всички школи на тибетския будизъм. Освен Сутраяна текстове от най-ранните източници (главно Сарвастивада) и Махаяна, Тибетският канон включва тантрични текстове.  Последната компилация на Тибетския канон е от 14 век, дело на Бутон Ринчен Друб (1290 – 1364).
Тибетският канон се състои от 2 обширни категории текстове:
- Канджур (уайли: bka'-'gyur), или „Преведените слова“, се състои от текстове, за които се предполага, че са произнесени от самия исторически Буда Шакямуни и че имат санскритски оригинал. Това обаче не е безспорно и дори се смята, че някои текстове са от китайски източници. Тук са включени секции като Виная, Сутри за съвършенството на мъдростта, Аватамсака, Ратнакута и др., разпределени в 7 раздела, 108 тома и 84000 поучения.

- Тенджур (уайли: bstan-'gyur), или „Преведените трактати“, включва коментари, трактати и различни Абхидхарма текстове и има няколко основни преписа, състоящи се от около 3626 текста, събрани в 224 тома.

## Канджур
Канджур е разделен на секции на Виная, Сутрите „Съвършенството на Мъдростта“, Аватамсака, Ратнакута, други сутри (75% Махаяна, 25% Никая/Агама или Хинаяна) и тантри. Кога точно е използван за първи път терминът Канджур не се знае. Колекции на каноничните будистки текстове вече са съществували по времето на Трисонг Децен, шестият крал на Тибет.
Точният брой на текстовете в Канджур не е фиксиран. Всеки редактор поема отговорност за премахване на текстове, които той смята за изопачени и за добавяне на нови преводи. Има около 12 налични колекции Канджур. Те включват текстовите версии: Дерге, Лхаса, Нартханг, Кон, Пекин, Урга, Пхудрак и Двореца Цог, всяка кръстена на физическото местоположение на нейното отпечатване (или копиране в случай на ръкописни издания). В допълнение, някои канонични текстове са били открити в Табо и Дунхуан, което предоставя ранни образци на текстовете, които се намират в Канджур. По-голямата част от съществуващите издания на Канджур изглежда произтичат от т.нар. Стар Канджур Нартханг, въпреки това се смята, че Пхукдрак и Тауанг изданията са извън това текстово потекло. Произхода на Канджур е добре проучен по-специално от Хелмут Еймер и Павел Харисън.

### История

#### Произход
От седми век нататък, съществуващата литература е съставена и каталогизирана от време на време като тя по-късно се удължава, модернизирана, класифицира, реорганизира и поставя в различни набори от различни колекции. Отделен набор от произведения на превод е прегрупира в две основни колекции, популярни като bka' "gyur и bstan-'gyur, превод на проповедите на Буда и превод на коментарите към неговите проповеди. Първия тибетски каталог е въведен през периода на 39-ия тибетски крал Триде Сонгцен, известен също като Садналег (776 – 815), който издава декрет, гласящ: „изисквам преведените писмени произведения, които съществуват на тибетски от индийския им оригинал да бъдат каталогизирани, и да бъдат подложени на преразглеждане периодично и да бъдат определяни насоките на терминологията, с цел да се стандартизират всички преводни работи“. Екип от индийски и тибетски учени бил назначен за тази цел.
Като важна стъпка в този забележителен опит за литературна стандартизация, двуезичният речник, известен като Mахавютпатти (sgra-sbyor бам-ро gnyis-ра) бил успешно реализиран през тибетската Година на Коня (814 г.н.е). Друго голямо постижение е каталогизирането на колекции в царските библиотеки на трите най-известни тибетски дворци под надзора на известния преводач Bande Ska-ба dpal-brtsegs с помощта на колегите си: Bande chos-kyi snying-po, Lo-tsa-wa Bande debendhara, Bande lhun-po и Bande klu’-dbang-po и др. Най-ранния съществуващ сборен каталог е бил преписан от ръкописа на кралската колекция, помещавана в двореца-pho-brang ‘phang-thang ka-med kyi gtsug-lag-kang в тибетската Година на Кучето (818 г.). Каталогизираната творба става прочута с името на двореца, известен като Phang dkar-chag Thang-ма. Скоро след това се появяват два допълнителни каталози на колекции, които са на разположение в две други кралски библиотеки – pho-brang bsam-yas mchims-phu-ma и pho-brang stong-thang ldan-dka, които били събрани и станали известни съответно като dkar-chag mchims-phu-ma и dkar-chag ldan-dkar-ma. Dkar chag ldan dkar-ma е съставен в Годината на Дракона (824 г.).
Сред тези три каталози, този на ldan-dkar ma, включен в тома Jo на sna-tsogs в sde-ge bka’-bsta, обикновено се смяташе, че е единственият оцелял. Но е открит ръкопис dkar-chag phang-thang-ma, който е публикуван в Тибет. Той съдържа 961 заглавия, изброени в 34 предметни заглавия с допълнителна информация за броя на стиховете (солока и бампо), които се съдържат във всеки един текст. Каталога ldan-dkar-ма се състои от 735 заглавия и изброява по категория от 27 предметни заглавия. Интересен специфична черта на тибетския каталог е, че наред с информацията за изходен материал за превод и библиографичните детайли, се предоставят във физически описания, като бр. на думи, стихове, песен (бампо) и бр. страници за всяко текстово съдържание. Така днес имаме рекорд от 73 милиона думи, съдържащи се в сборника bka’-’gyur & bstan-’gyur. Според последното издание на Dharma Publication, bKa'-gyur съдържа 1115 текстове, разпръснати над 65 420 бр.страници на 450 000 реда и 25 милиона думи. По същия начин, bsTan "gyur съдържа 3387 текста, като използва 127 000 страници, в размер на 850 000 редове и 48 милиона думи. Общата сума заедно на тези две колекции е 4502 текста в 73 милиона думи. Чрез уточняване на бампо стиховете и думите на съдържанието на всеки текст, отделните творби са вмъкнати и промянени. Това допълнително засилва автентичността на тибетската будистка литература. Това са първите тибетски каталози в три версии, които са събрани и публикувани в началото на девети век от великия sgra-sgyur gyi lo-tsa-wa Bande sKa-ba dpal-brtsegs и неговия екип. Така, Тибет става първата страна в историята, която прави каталог, описващ еволюцията на каталога. Заради това Bande sKa-ba dpal-brtsegs е почитан като пионер на тибетската система. Всички по-късни съставители на Тибетския канон основават техните произведения широко върху създаденото от Ska-ба dpal brtsegs.
След период на потискане по време на царуването на цар на glang Дар-ma (803 – 842), който донесъл първата глава от историята на литературата на Тибет до рязък край, вторият етап от нейното развитие се активизира отново. От началото на 11 век нататък, тибетски преводачи заедно с индийски пандити отново възобновили отново своята литературна дейност, която води до нова глава, известна като „Ерата на новите преводи“, а също и „възраждане или по-късно обновяване на будизма в Тибет“. В допълнение към предишните писмени творби, в Тибет се създало огромен литературно богатство както по отношение на обема и обхвата на покритие през 13 век и този ръст наложил да изпълнява нов цялостен библиографски запис и контрол на наличната литература.
- Млади монаси отпечатват текстове. Манастир Сера, Тибет. 1993
- Отпечатване на Будистки текстове. Манастир Сера